# 레이먼드 후드
레이먼드 매서슨 후드(Raymond Mathewson Hood, 1881년 3월 29일 – 1934년 8월 14일)는 고딕 복고양식과 아르데코 양식으로 작업한 미국 건축가이다. 그는 트리뷴 타워, 아메리칸 라디에이터 빌딩, 록펠러 센터의 디자인으로 가장 잘 알려져 있다. 짧지만 매우 성공적인 경력을 통해 후드는 20세기 건축에 막대한 영향을 미쳤다.

## 어린 시절과 교육

### 어린 시절
레이먼드 매서슨 후드는 1881년 3월 29일 존 파멘터 후드와 벨라 매서슨 사이에서 포터킷에서 태어났다. 존 후드는 상자 및 박스 제조 회사인 J.N. 폴시 & 컴퍼니의 소유주였다. 가족은 존 후드와 지역 건축가 앨버트 H. 휴메스가 설계한 107 코티지 스트리트의 집에 살았다. 1931년 더 뉴요커에 실린 후드의 프로필에서 작가 앨린 탤미는 후드의 집을 "마을에서 가장 못생긴 곳"이라고 묘사했다. 1893년 후드 가족은 시카고에서 열린 1893년 만국 박람회를 방문했는데, 이 경험이 후드의 건축에 대한 관심을 촉발했을 수도 있다.

### 교육
1898년 후드는 포터킷 고등학교를 졸업했다. 그해 후드는 브라운 대학교에 입학했다. 브라운 대학교에서 그는 수학, 수사학, 프랑스어, 드로잉을 공부했다. 1899년, 건축 교육을 추구할 더 많은 기회를 찾던 후드는 매사추세츠 공과대학교에 입학했다.

매사추세츠 공과대학교에서 후드는 콘스탄트-데시레 데스프라델 밑에서 공부했는데, 그는 보자르 양식의 저명한 옹호자였다. 후드는 세밀하게 렌더링된 건축 도면을 그리는 데 뛰어났고, 졸업 후 크램, 굿휴 앤 퍼거슨에서 제도사로 일했다. 크램, 굿휴 앤 퍼거슨에 재직하는 동안 후드는 1899년 고전 복고양식 포터킷 공립 도서관의 디자인 작업을 한 것으로 알려져 있다.

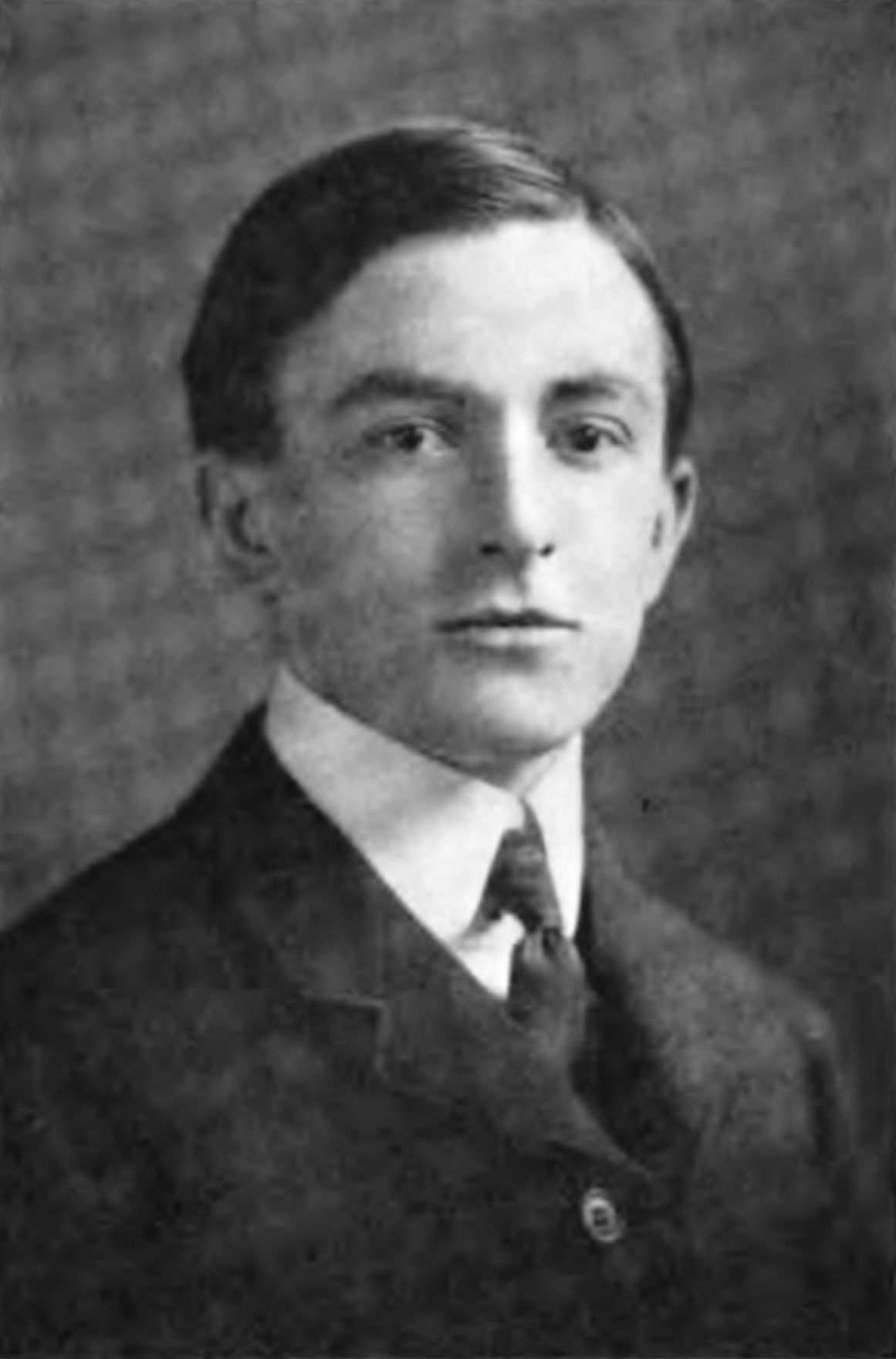
1906년 후드

1904년 6월, 후드는 파리의 에콜 데 보자르에서 공부할 목적으로 유럽으로 떠나기 전에 포터킷으로 돌아왔다. 후드는 1904년 10월 첫 입학 시험에서 떨어졌지만, 1905년 두 번째 시도 끝에 합격했다. 에콜에서의 그의 졸업 작품은 그의 고향인 포터킷 시청이었다. 이 프로젝트는 실현되지 않았지만, 고전적인 특징과 현대 기술을 융합했다.

## 경력
1911년 후드는 미국으로 돌아와 피츠버그에 있는 헨리 혼보스텔 사무실에서 일했다.
1916년 후드는 프로비던스 다운타운을 위한 야심찬 계획을 설계했는데, 이 프로젝트의 특징은 600 피트 (180 m) 높이의 시민 탑으로, 그 박공 기단이 익스체인지 플레이스의 남쪽 가장자리 전체를 차지했다. 이 계획은 마찬가지로 실현되지 않았지만, 프로비던스 저널에 "시민 센터를 위엄 있게 만들려는 놀라운 계획"이라는 제목으로 게재되었다.

### 시카고 트리뷴 타워
1922년, 에콜 데 보자르에서 만났던 뉴욕 건축가 존 미드 하웰스는 후드를 시카고 트리뷴 건물 공모전에 자신의 파트너로 초청했다. 하웰스와 후드가 제출한 네오고딕 디자인은 엘리엘 사리넨, 발터 그로피우스, 아돌프 로스를 포함한 저명한 경쟁자들의 디자인을 제치고 공모전에서 우승했다.
이 디자인은 후드의 경력에서 중요한 전환점이 되었고, 그를 당시의 저명한 건축가로 부상시키는 계기가 되었다.

### 아메리칸 라디에이터 빌딩
트리뷴 타워 디자인 직후 후드가 받은 의뢰 중에는 아메리칸 라디에이터 컴퍼니의 새로운 뉴욕 오피스 타워 디자인이 있었다. 1924년 자크 앙드레 푸일루 건축가와 협력하여 제작한 이 건물 디자인에서 후드는 검은 벽돌로 건물을 덮어 고딕 건축에 대한 더 자유로운 해석을 시도했다. 이 디자인은 조명 사용의 혁신성으로도 주목받았다. 예술 및 건축 역사가 디트리히 노이만에 따르면, 이 디자인은 "미국 건축에 색상과 빛의 새로운 시대를 도입하는 데 기여했다."

## 접근 방식
후드는 자신을 예술가로 생각하지 않고 "피난처를 제조하는 것"으로 보았다. 그는 다음과 같이 썼다.
건축가, 화가, 조각가의 협업에 대해 너무 많은 이야기가 있었습니다. 오늘날 협업자는 건축가, 엔지니어, 배관공입니다. ... 건물은 특정 목적을 위해 지어졌으며, 오늘날의 건물은 이전 건물보다 그 안에 있는 사람의 관점에서 더 실용적입니다. ... 우리는 외관이나 효과보다는 노력과 편의를 훨씬 더 고려하고 있습니다.
후드의 디자인 이론은 바우하우스의 이론과 일치했는데, 그는 유용성을 아름다움으로 여겼다.
아름다움은 유용성이며, 눈이 습관적으로 익숙해진 방식으로 발전한 것이며, 이러한 발전이 유용성의 품질을 손상시키지 않는 한 그렇다.
이러한 유용성에 대한 찬사에도 불구하고, 후드의 디자인은 옥상 정원, 다색성, 아르데코 장식과 같은 비유용적인 측면을 특징으로 했다. 후드가 자신의 디자인이 주로 용도 제한법의 실용성과 경제적 제약에 의해 결정되었다고 아무리 주장하더라도, 그의 주요 건물 각각은 최종 결과에서 후드의 디자인 예술성이 중요한 요소였음을 시사할 정도로 충분히 달랐다.
에콜 데 보자르에서 학생 시절, 후드는 나중에 파트너가 된 존 미드 하웰스를 만났다. 후드는 건축 조각가 르네 폴 샹벨랑을 자신의 건물을 위한 건축 조각과 프로젝트의 플라스티신 모델을 만드는 데 자주 고용했다. 후드는 1930년 제너럴 일렉트릭 컴퍼니에서 발행한 팸플릿에서 "밤의 건축(Architecture of the Night)"이라는 용어를 만들어낸 것으로 알려져 있다.
후드는 관절염으로 53세에 사망했고 슬리피홀로 (뉴욕주)의 슬리피홀로 묘지에 안장되었다.

## 영향
후드의 건물은 조지아 오키프(라디에이터 빌딩 — 밤, 뉴욕, 1927), 디에고 리베라(냉동 자산, 1931), 베레니스 애벗(맥그로힐 빌딩, 1936; 5번가와 6번가 사이 40번가, 1938), 사무엘 고초(록펠러 센터와 RCA 빌딩, 1933년 515 매디슨 애비뉴에서 바라본 모습)의 작품에 등장했다.

## 작품

### 완공된 작품
- 존 그린 레지던스, 뉴욕, 뉴욕, 1920; 기존 아파트 건물 변경
- 모리, 뉴욕, 뉴욕, 1920; 후드는 1883년에 개장한 레스토랑의 새로운 파사드를 설계했다.[17]
- 성 빈센트 드 폴 정신 병원, 태리타운 (뉴욕주), 뉴욕, 1924; 자크 앙드레 푸일루와 협력
- 트리뷴 타워, 시카고, 일리노이, 1924
- 레이먼드 후드 하우스, 스탬퍼드, 코네티컷, 1924
- 아메리칸 라디에이터 빌딩, 뉴욕, 뉴욕, 1924
- 베다니 연합 교회, 시카고, 일리노이, 1926
- 오션 포레스트 컨트리 클럽, 머틀비치, 사우스캐롤라이나, 1926-1927
- 맥코믹 영묘, 록퍼드 (일리노이주), 일리노이, 1927[18]
- 윌리엄 R. 모리스 하우스, 그리니치, 코네티컷, 1927
- 711 5번가, 뉴욕, 뉴욕, 1927[19]
- 3 이스트 84번가, 뉴욕, 뉴욕, 1928; 존 미드 하웰스와 협력[20]
- 아이디얼 하우스, 런던, 영국, 1929
- 데일리 뉴스 빌딩, 뉴욕, 뉴욕, 1929
- 메이슨 템플, 스크랜턴 (펜실베이니아주), 펜실베이니아, 1929
- 보자르 아파트, 307 및 310 이스트 44번가, 뉴욕, 뉴욕, 1930[21][22]
- 듀폰 빌딩; 윌밍턴 (델라웨어주), 델라웨어, 1930; 갓리 및 푸일루와 함께 증축
- 조셉 패터슨 레지던스, 오시닝, 뉴욕, 1930; 푸일루와 함께
- 록펠러 센터, 뉴욕, 뉴욕, 1933–1937; 후드는 관련 건축가의 수석 건축가였다
- 렉스 콜 쇼룸, 베이 리지 및 플러싱 (퀸스), 뉴욕, 1931; 갓리 및 푸일루와 함께
- 맥그로힐 빌딩, 뉴욕, 뉴욕, 1931

### 미완공된 작품
- 포터킷 시청, 포터킷, 로드아일랜드, 1911
- 프로비던스 시민 센터, 프로비던스, 로드아일랜드, 1916
- 프로비던스 카운티 법원, 프로비던스, 로드아일랜드, 1924; 공모전
- 폴란드 국립 연합 빌딩, 시카고, 일리노이, 1924; 후드의 디자인이 공모전에서 우승했으나 건축되지 않음
- 리지우드 시청, 리지우드, 뉴저지, 1926; 후드의 디자인이 공모전에서 우승했으나 건축되지 않음
- 센트럴 감리교회, 콜럼버스, 오하이오, 1927
- 록랜드 카운티 법원, 뉴 시티, 뉴욕, 1929; 공모전
- 지라드 칼리지 예배당, 필라델피아, 펜실베이니아, 1930; 공모전[23]

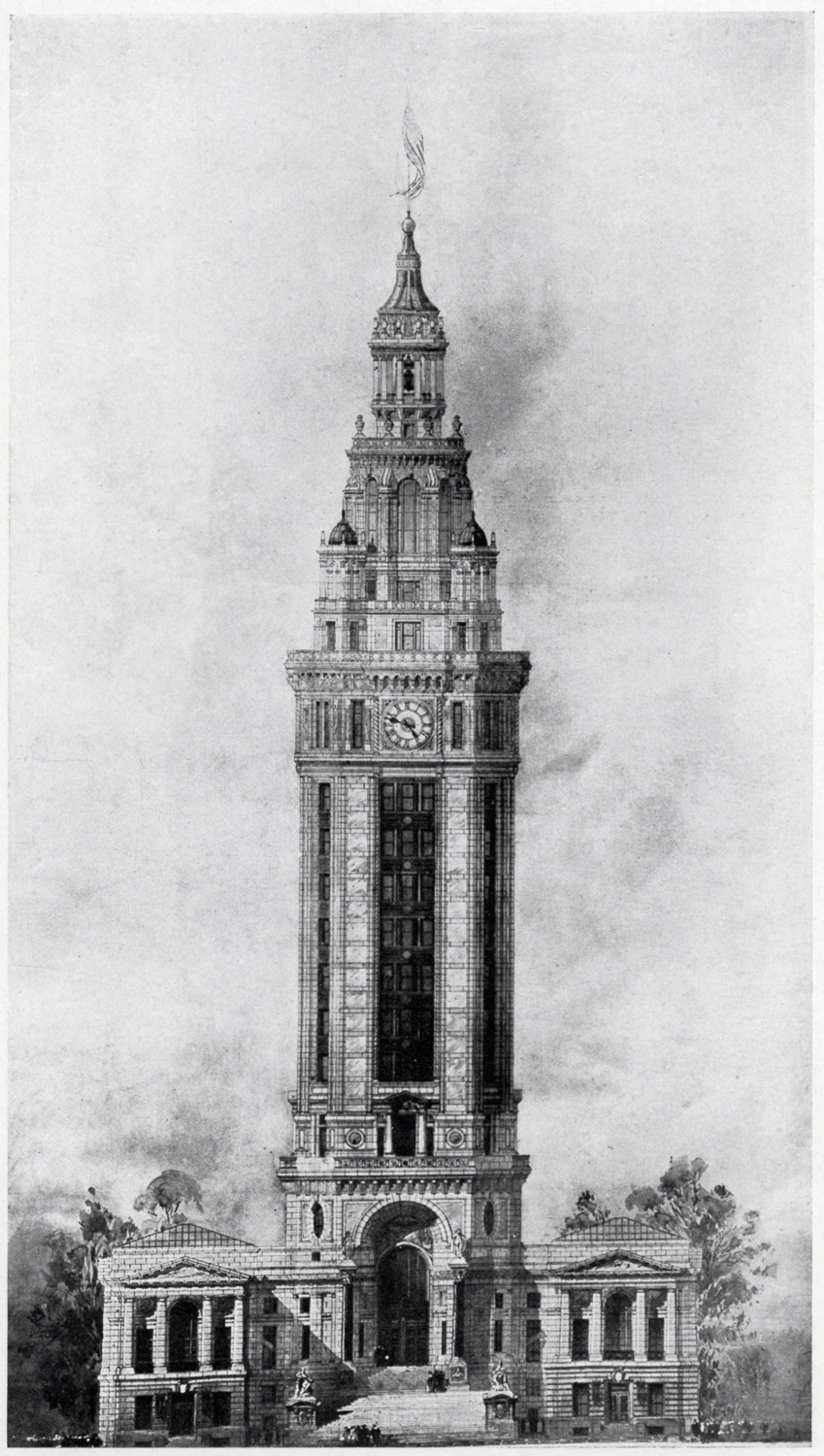
포터킷 시청 (미완공)
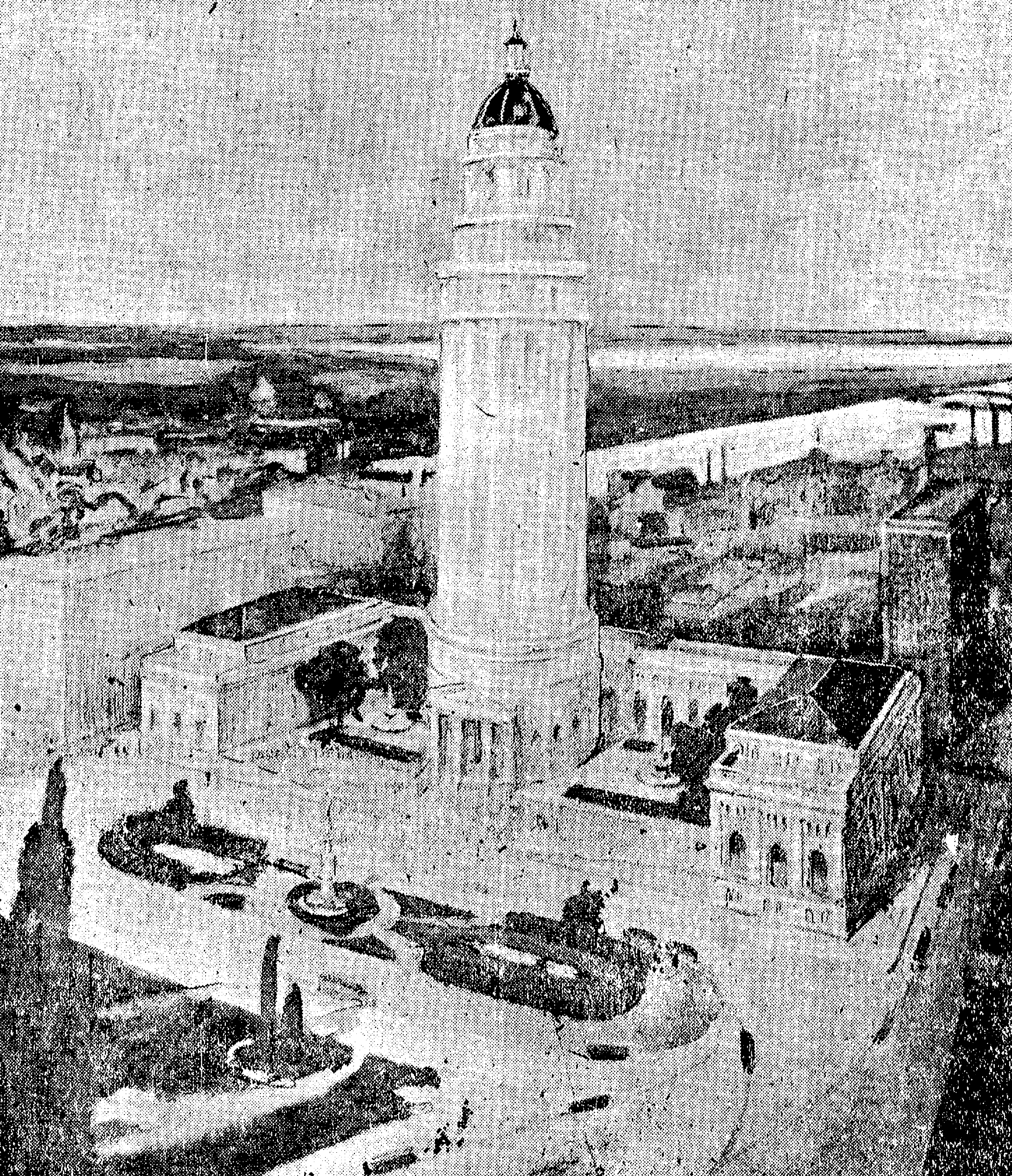
프로비던스 시민 센터 (미완공)
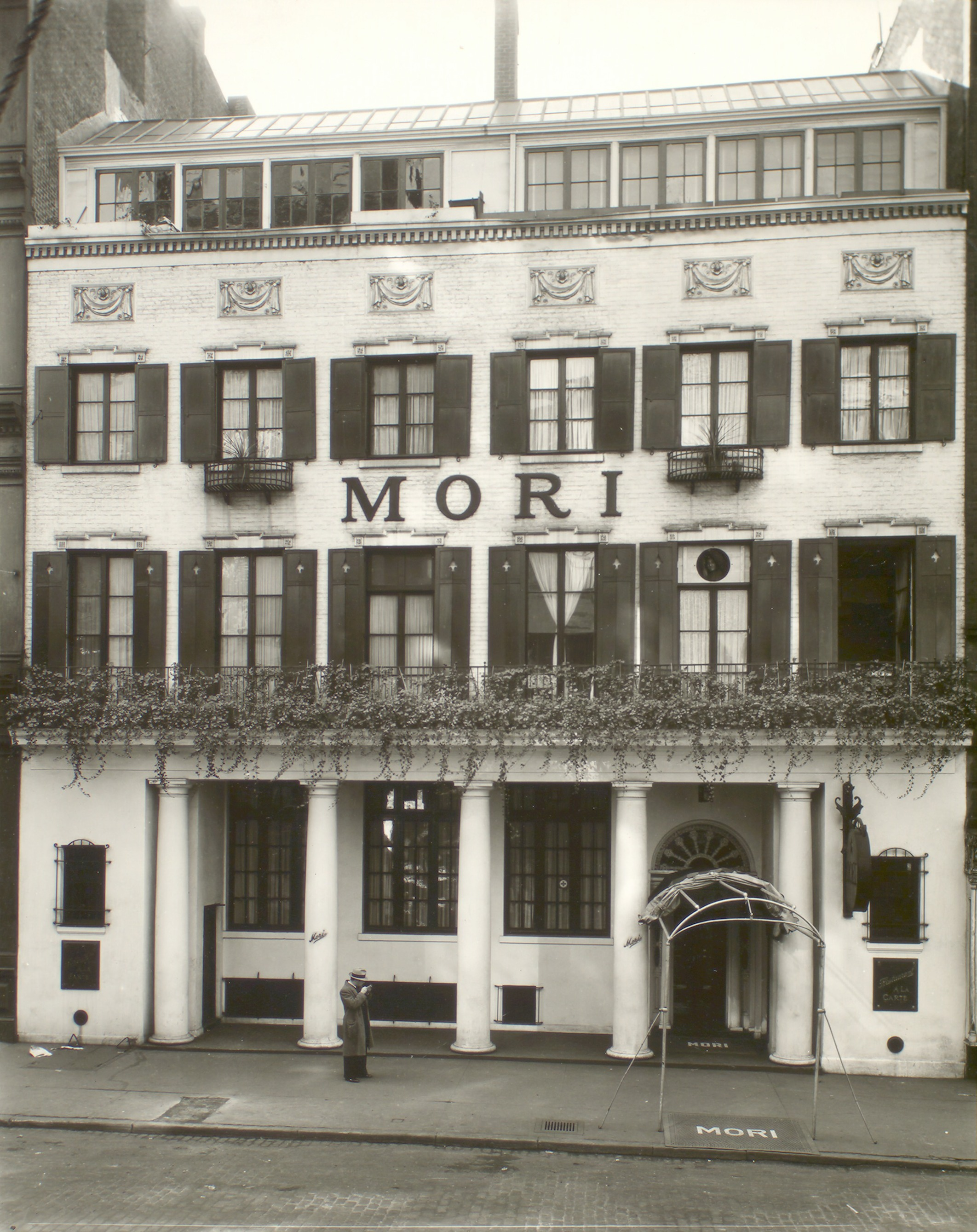
모리 레스토랑
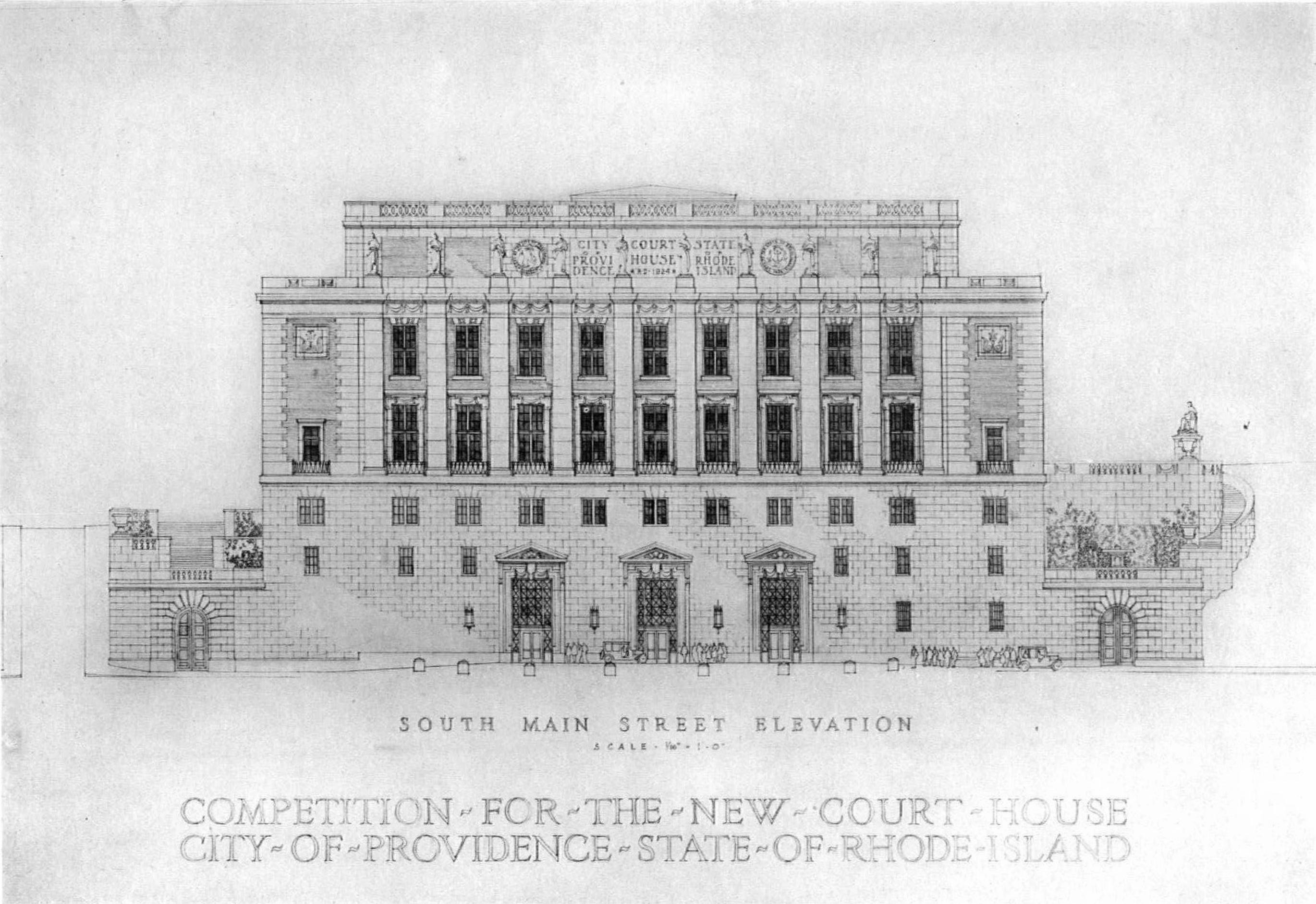
프로비던스 카운티 법원 (미완공)
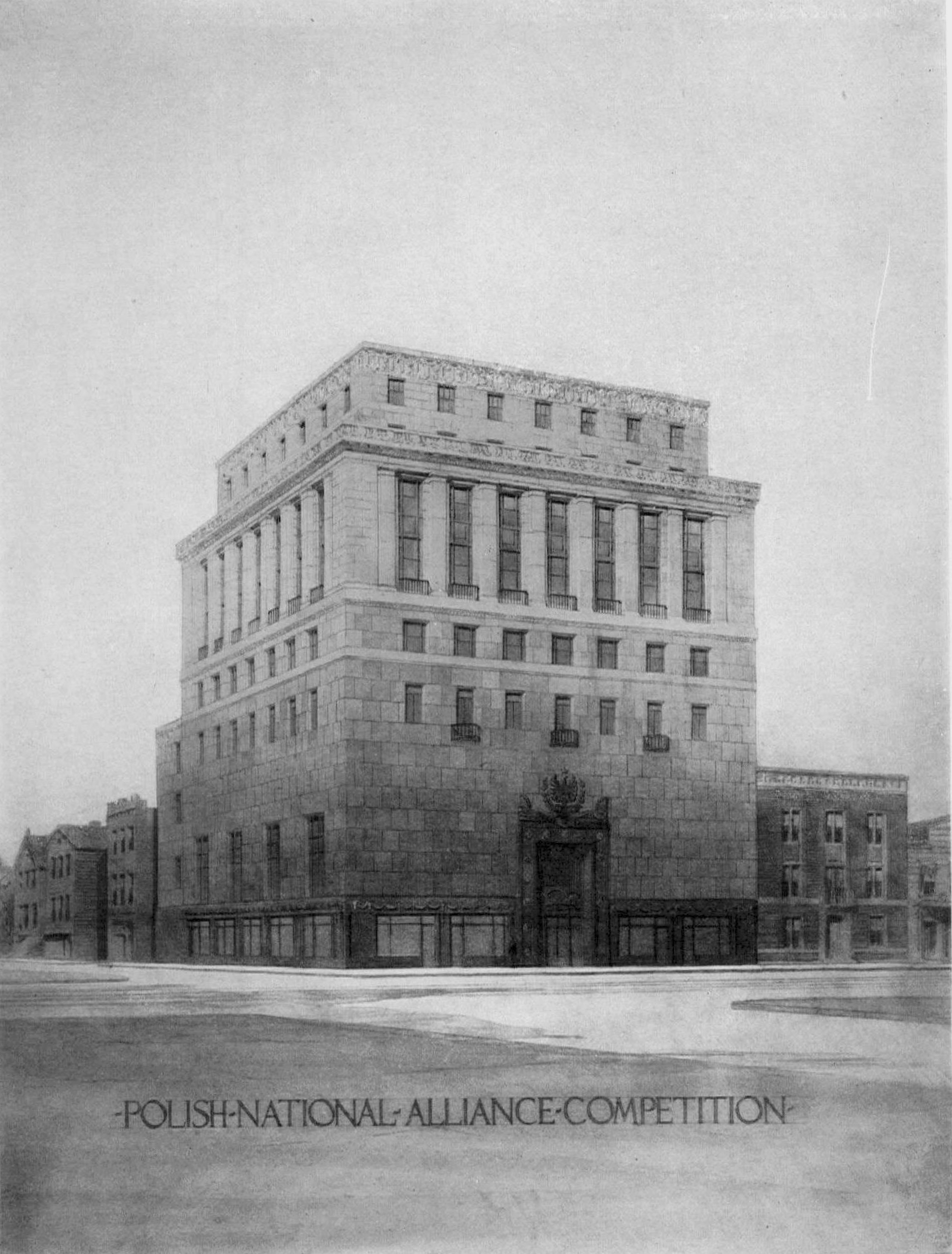
폴란드 국립 연합 빌딩 (미완공)
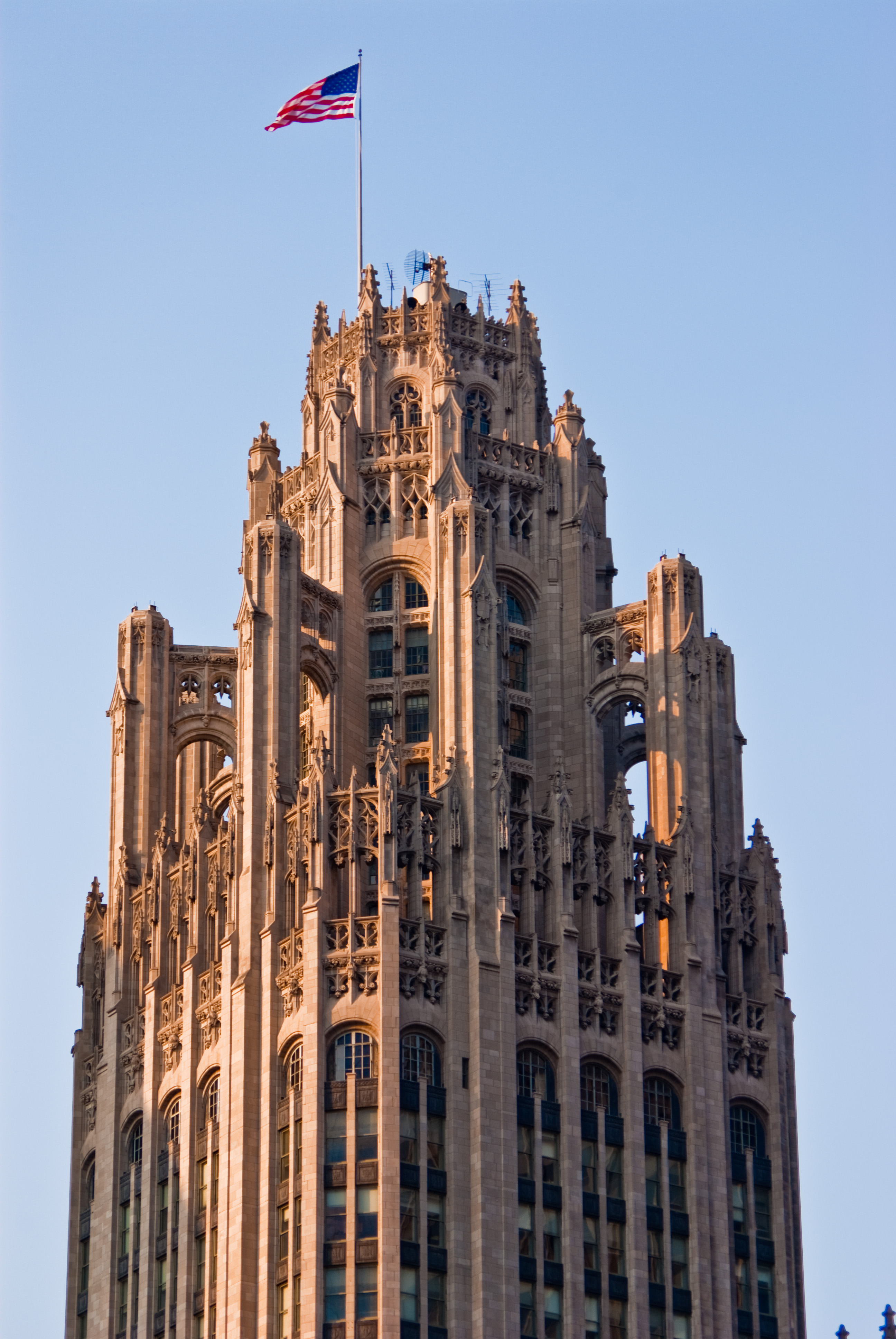
트리뷴 타워
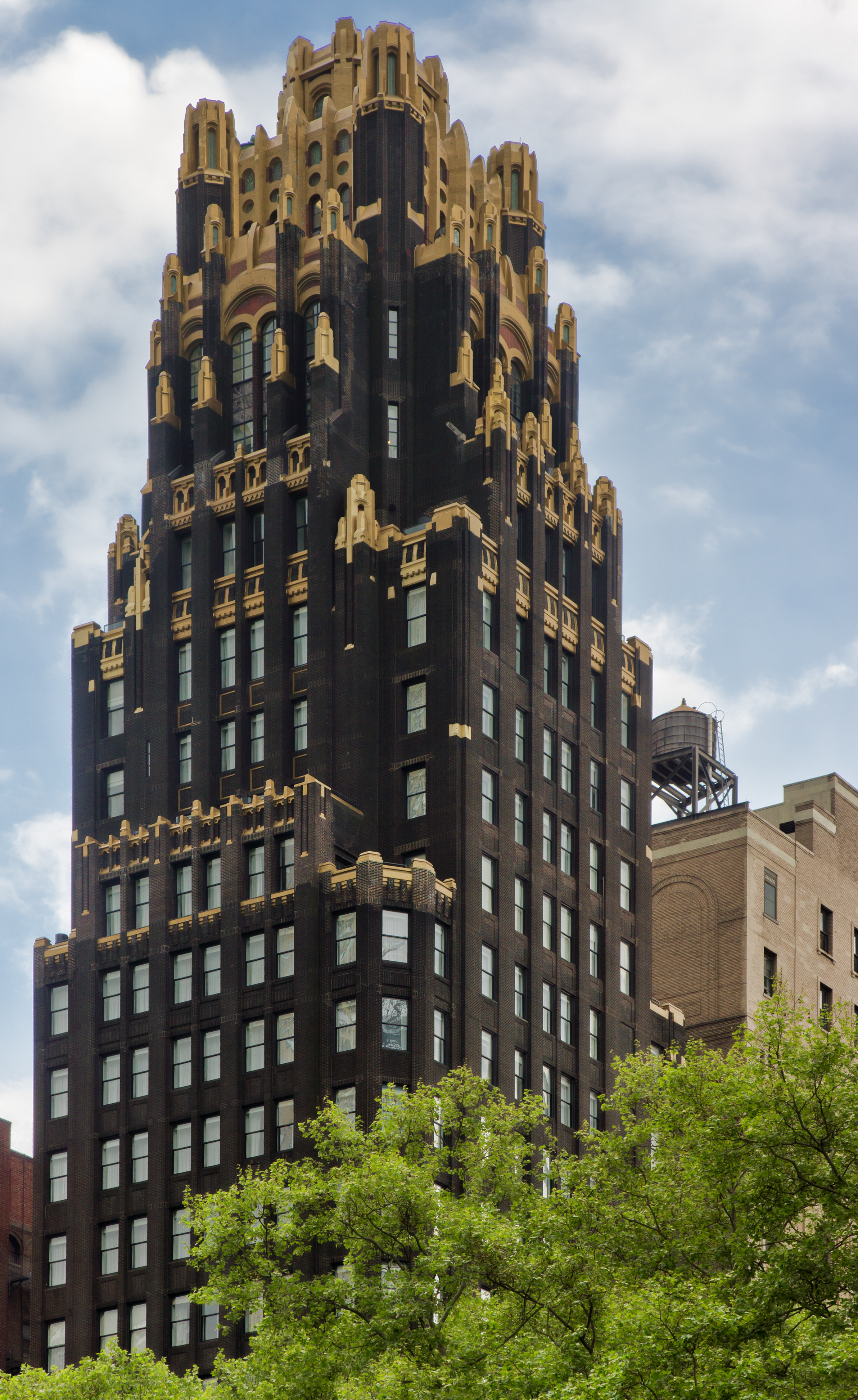
아메리칸 라디에이터 빌딩
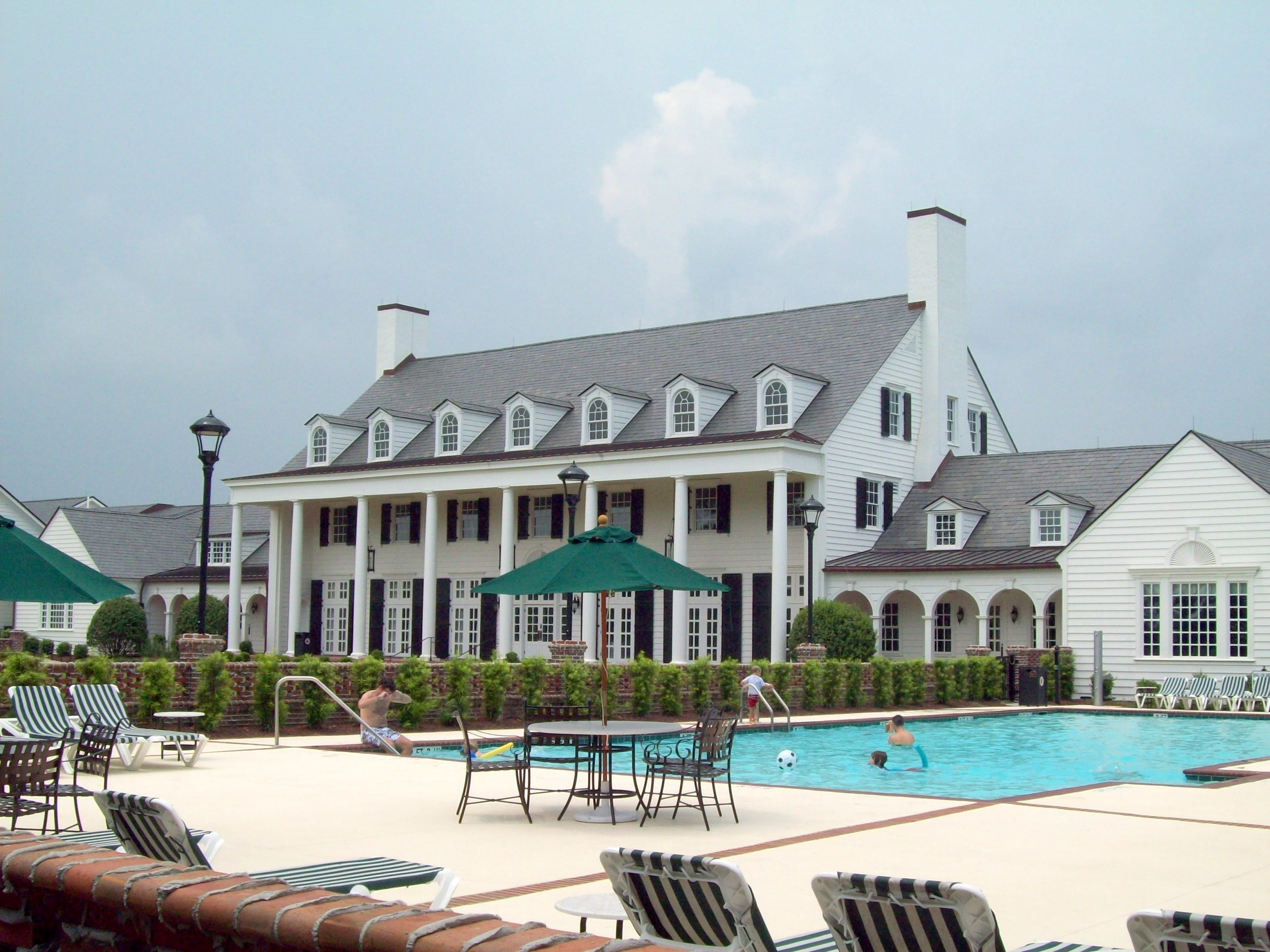
오션 포레스트 컨트리 클럽
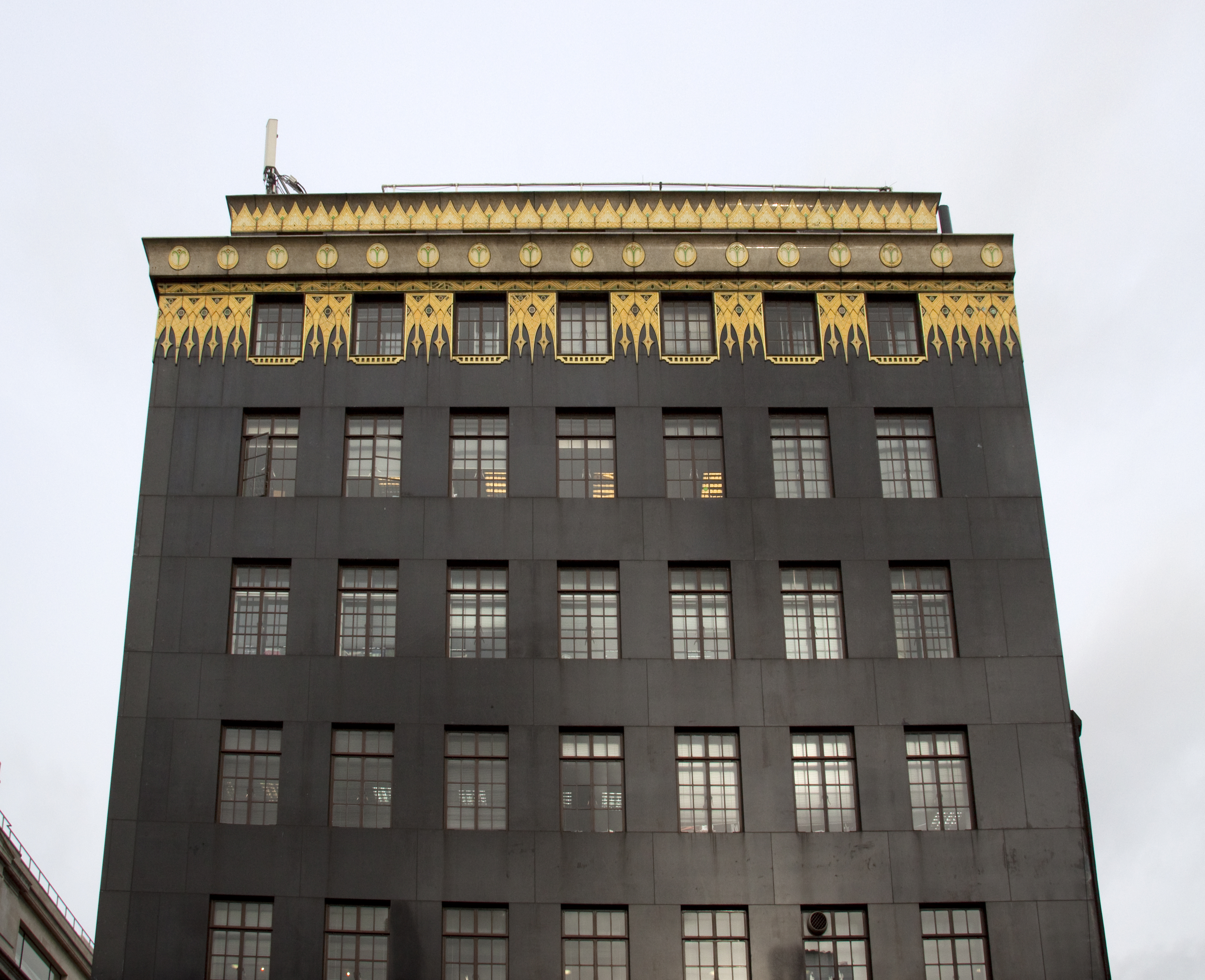
아이디얼 하우스
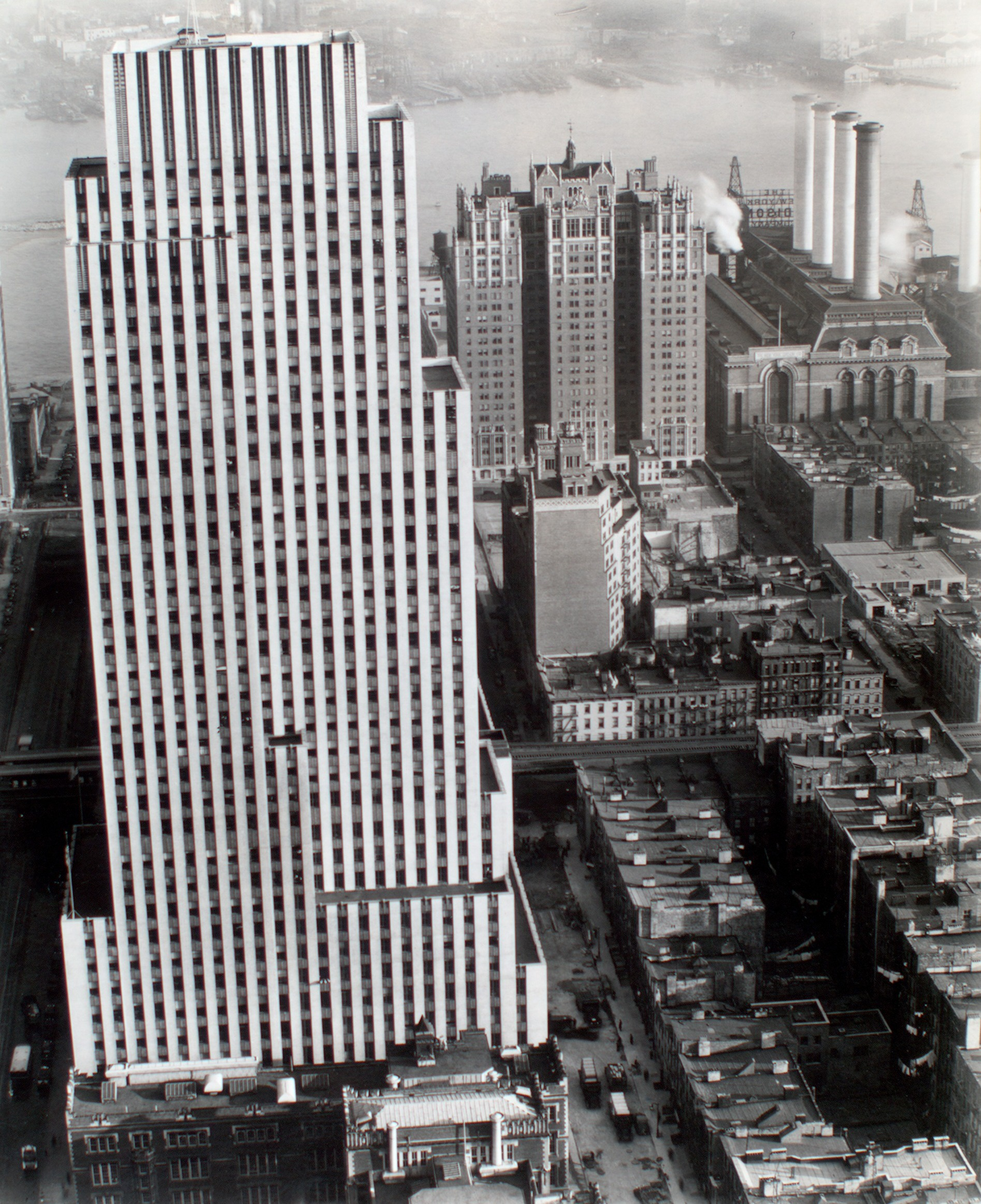
데일리 뉴스 빌딩
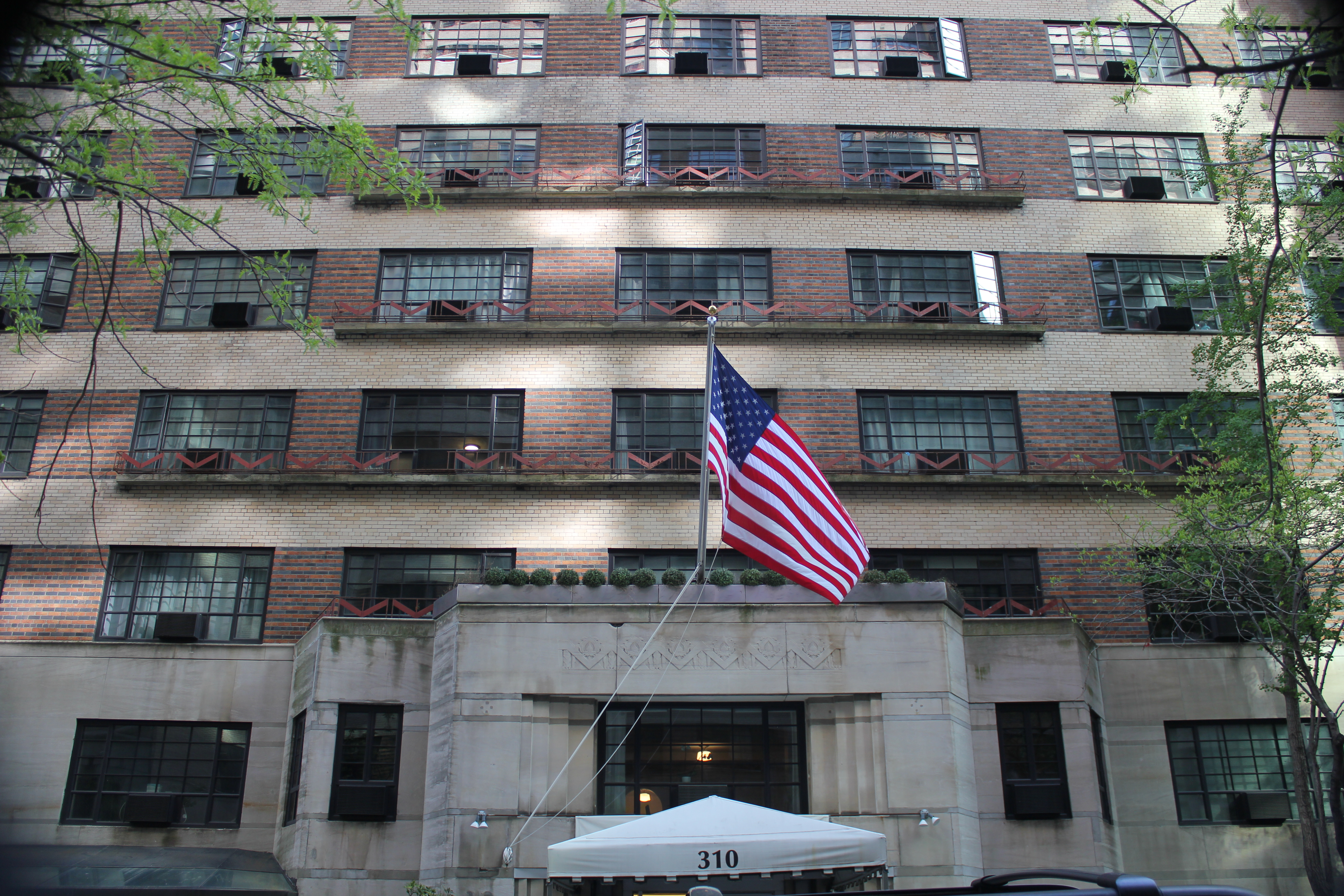
보자르 아파트
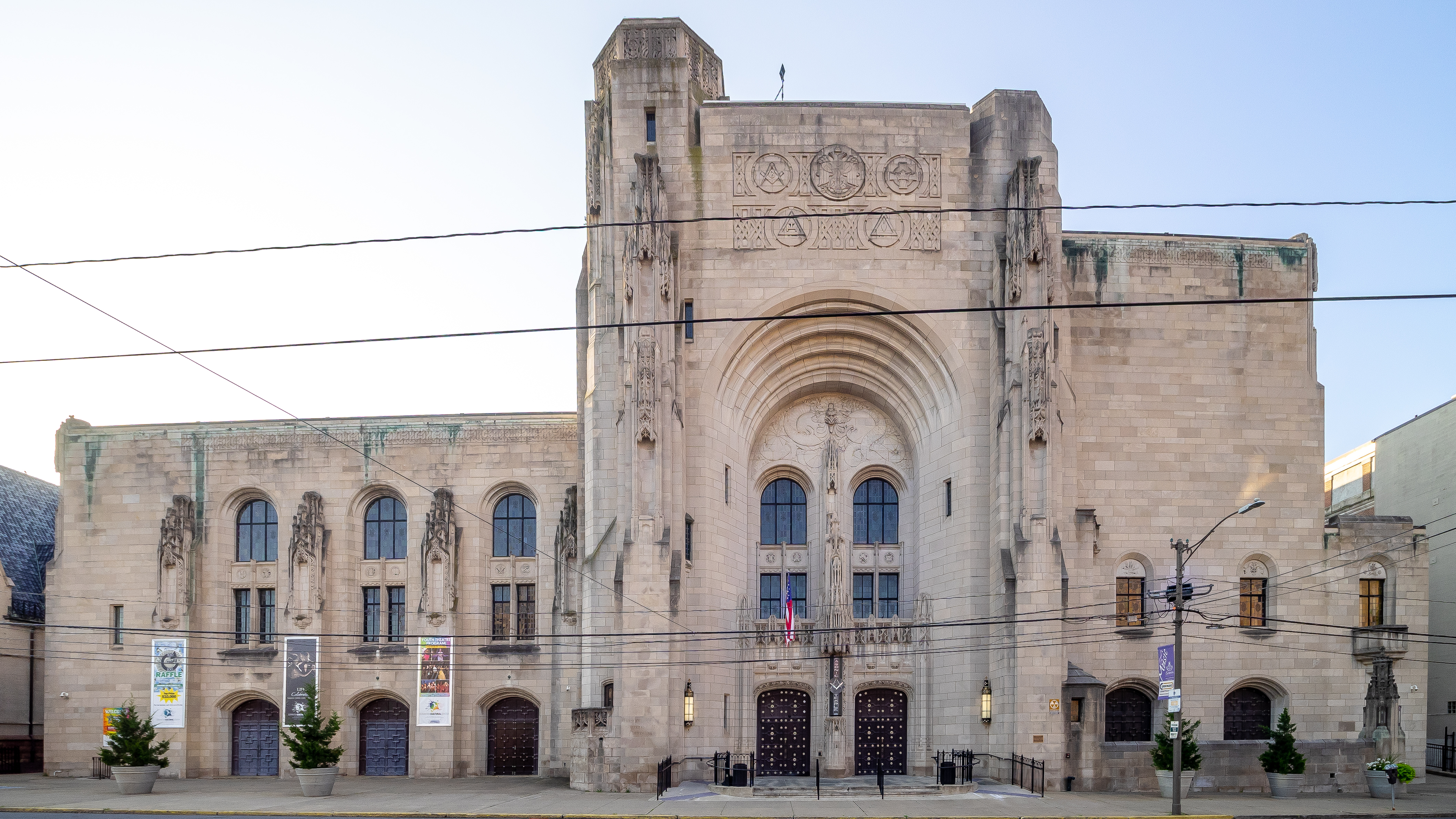
스크랜턴 문화 센터
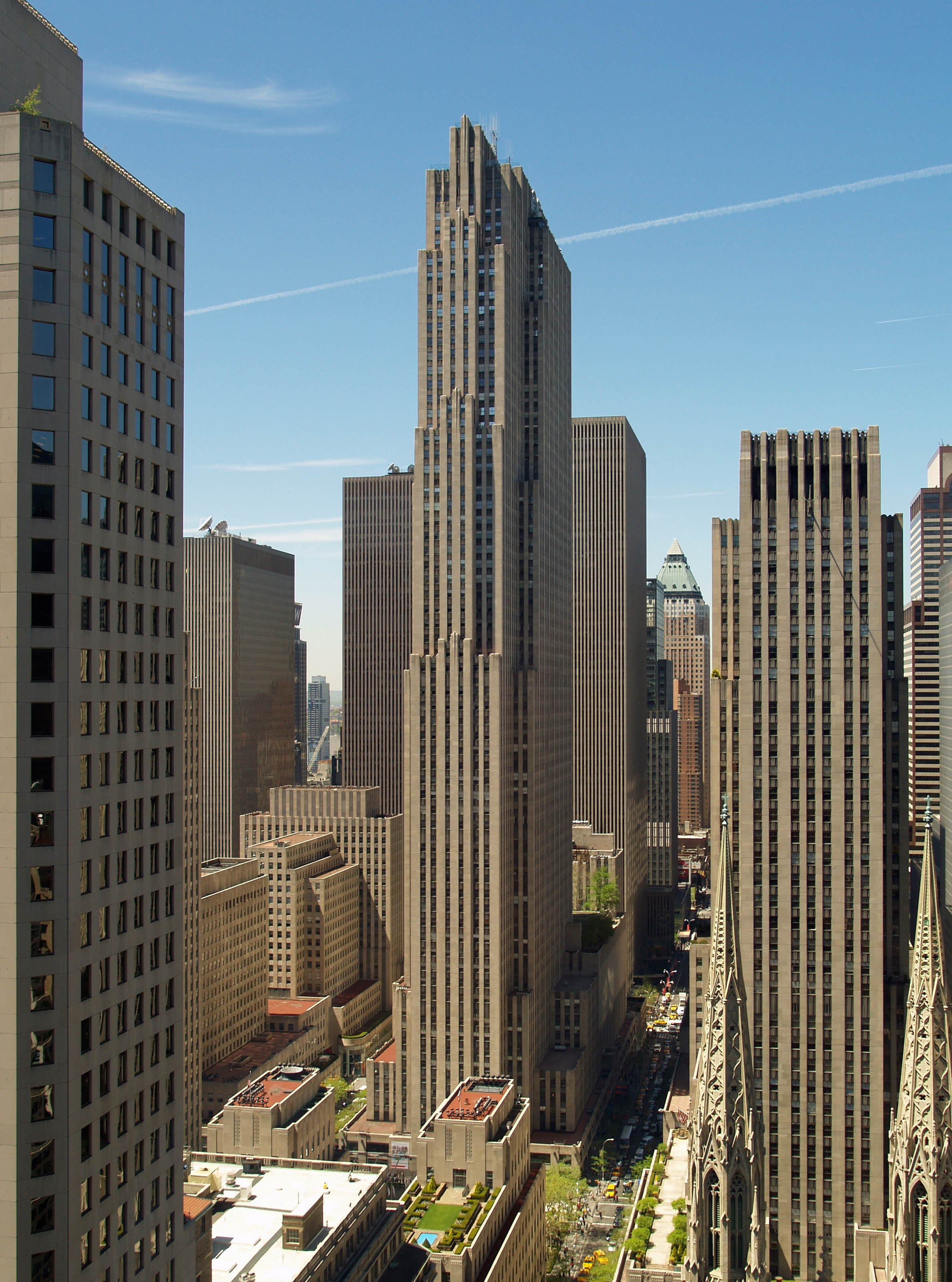
록펠러 센터
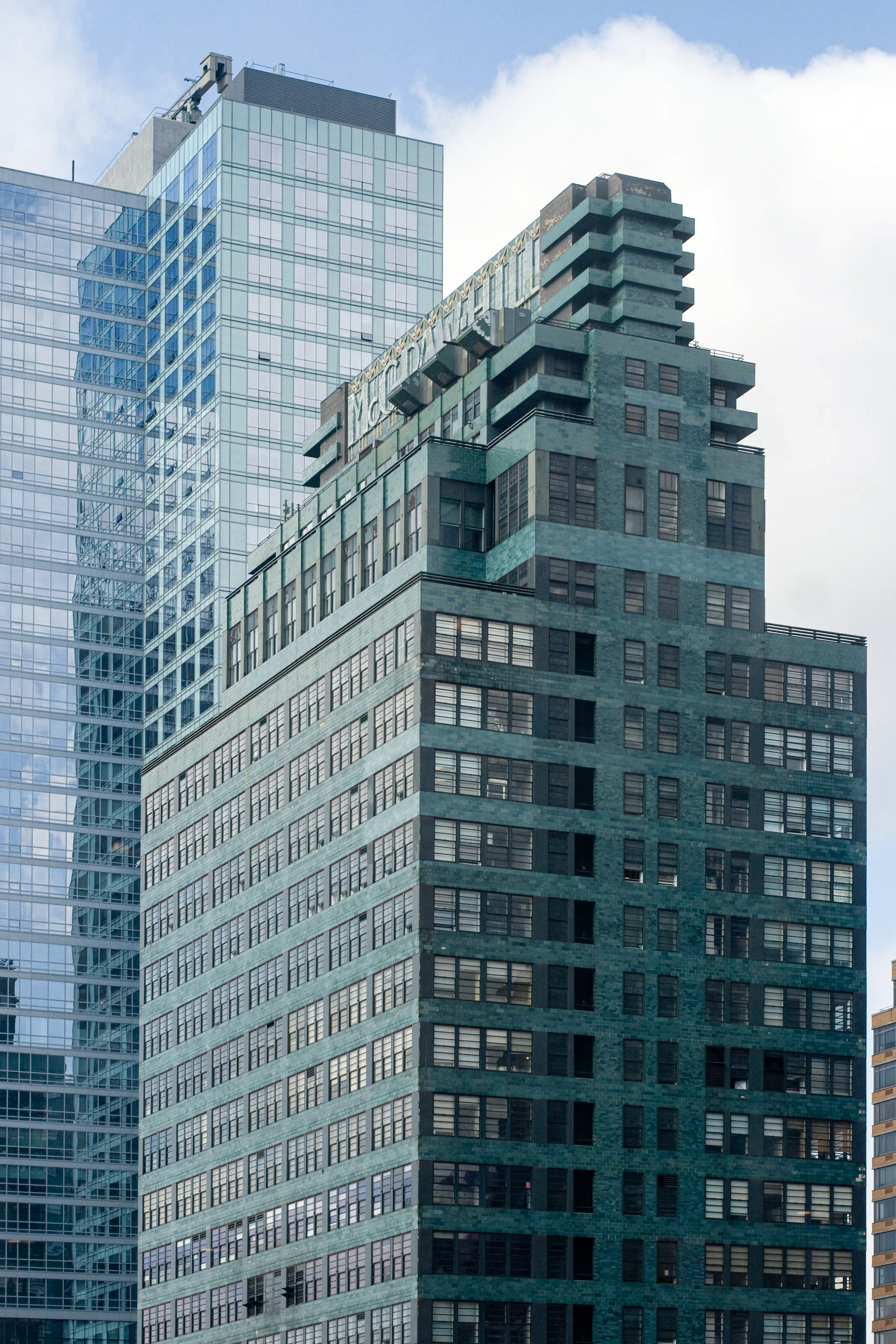
맥그로힐 빌딩

## 전시회
1984년, 휘트니 미술관은 후드의 작품을 전시한 "타워의 도시(City of Towers)"라는 제목의 전시회를 개최했다. 캐럴 윌리스가 큐레이팅한 이 전시회에는 후드의 스케치와 청사진이 포함되었다.
2020년, 후드의 모교인 브라운 대학교의 데이비드 윈턴 벨 갤러리는 "레이먼드 후드와 미국 마천루(Raymond Hood and the American Skyscraper)"라는 제목의 온라인 전시회를 개최했다. 이 전시회는 후드의 완공 및 미완공 마천루 중 일부에 초점을 맞췄고, 그의 건축 도면, 사진, 모델, 책 약 70점을 포함했다.